# Ousson-sur-Loire
Ousson-sur-Loire ist eine französische Gemeinde mit 702 Einwohnern (Stand: 1. Januar 2022) im Département Loiret in der Region Centre-Val de Loire. Sie gehört zum Kanton Gien im Arrondissement Montargis.

## Geographie
Die Gemeinde Ousson-sur-Loire liegt 46 Kilometer südlich von Montargis im Weinbaugebiet des Coteaux du Giennois an der Loire, in den hier der Ousson mündet. Durch den Nordosten der Gemeinde führt die Autoroute A77. Umgeben wird Ousson-sur-Loire von den Nachbargemeinden Briare im Nordwesten und Norden, Ouzouer-sur-Trézée im Norden und Nordosten, Dammarie-en-Puisaye im Nordosten, Bonny-sur-Loire im Osten und Südosten sowie Châtillon-sur-Loire im Süden und Westen.

## Bevölkerungsentwicklung
| Jahr                       | 1962 | 1968 | 1975 | 1982 | 1990 | 1999 | 2006 | 2015 | 2022 |
| Einwohner                  | 437  | 449  | 519  | 593  | 621  | 684  | 752  | 742  | 702  |
| Quellen: Cassini und INSEE |      |      |      |      |      |      |      |      |      |

## Sehenswürdigkeiten
- Kirche Saint-Hilaire aus dem 17. Jahrhundert
- Herrenhaus von Ousson

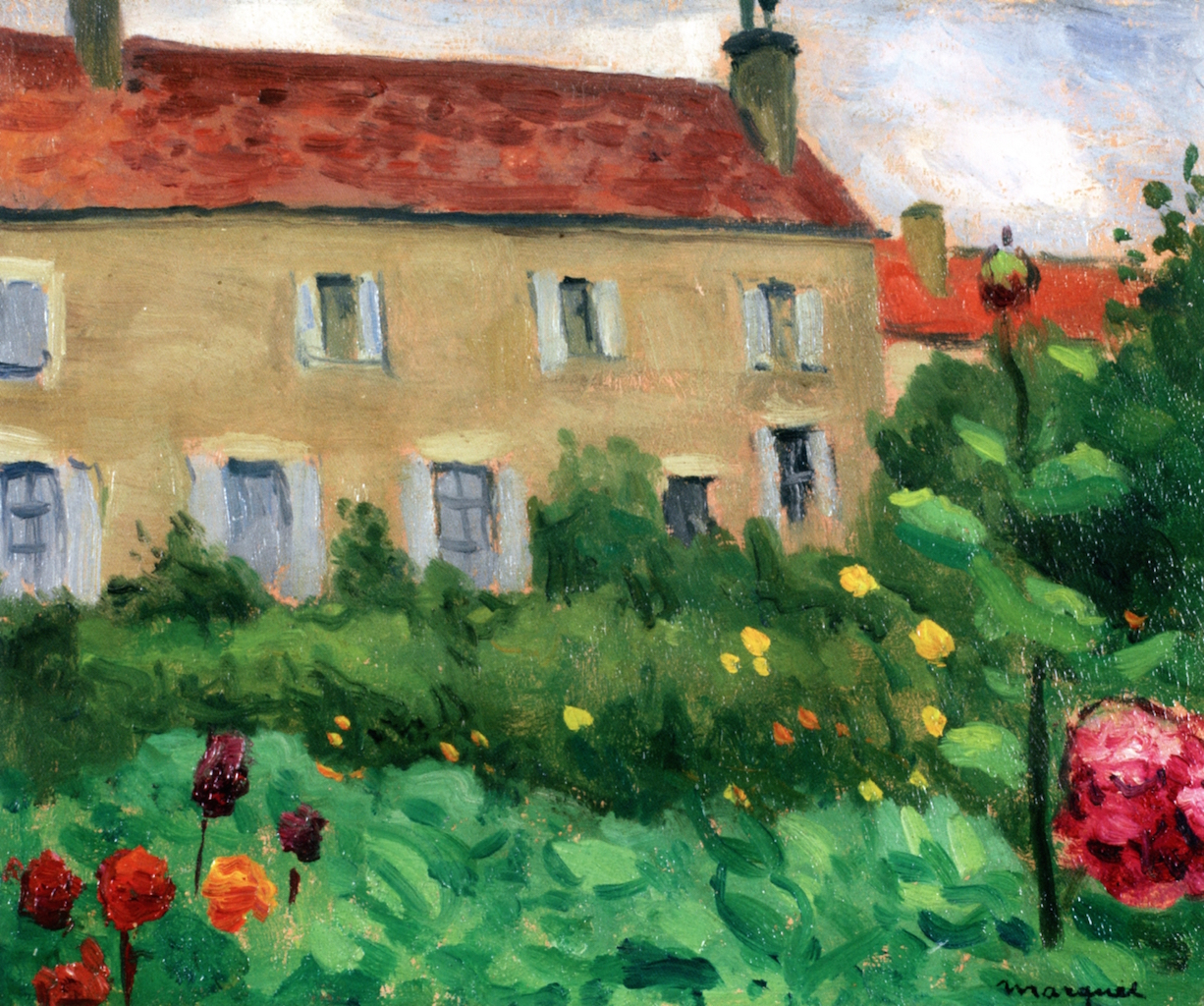
Zeichnung des Herrenhauses von Albert Marquet (1946)